# Jaume Matas
Jaume Matas i Palou (Palma de Maiorca, 5 de outubro de 1956) é um ex-político espanhol, membro do Partido Popular. 

## Biografia
Foi Presidente do Governo das Ilhas Baleares em duas oportunidades: entre 1996 e 1999, e 2003 e 2000. Em 14 de abril de 2003, no governo de José María Aznar, foi nomeado Ministro do Meio Ambiente da Espanha, cargo que ocupou até 28 de fevereiro de 2003, quando deixou sua posição para concorrer à presidência das Baleares.

### Casos de corrupção
Em 2008, ele foi acusado como parte da investigação do caso Palma Arena pelos crimes de prevaricação, suborno, desvio de fundos, apropriação indevida, documentação falsa, tráfico de influência, lavagem de dinheiro, crimes fiscais e crimes eleitorais. Ele foi condenado a seis anos e dois meses de prisão em 2012, embora em julho de 2013 o Supremo Tribunal tenha reduzido a sentença para nove meses. Ele foi novamente condenado no caso Nóos em 17 de fevereiro de 2017 a três anos e oito meses de prisão e sete anos de inabilitação por prevaricação e fraude.